# Liste der Kulturdenkmäler in Desloch
In der Liste der Kulturdenkmäler in Desloch sind alle Kulturdenkmäler der rheinland-pfälzischen Ortsgemeinde Desloch aufgeführt. Grundlage ist die Denkmalliste des Landes Rheinland-Pfalz (Stand: 2. August 2023).

## Einzeldenkmäler
| Bezeichnung         | Lage                    | Baujahr                    | Beschreibung                                                               | Bild                           |
| ------------------- | ----------------------- | -------------------------- | -------------------------------------------------------------------------- | ------------------------------ |
| Evangelische Kirche | Hauptstraße Lage        | 1751                       | barocker Saalbau, bezeichnet 1751, Turm 1857 erhöht                        | weitere Bilder Fotos hochladen |
| Wohnhaus            | Hauptstraße 43 Lage     | Mitte des 19. Jahrhunderts | ehemalige Schule; spätklassizistischer Putzbau, Mitte des 19. Jahrhunderts | Fotos hochladen                |
| Wohnhaus            | Neuwieser Straße 6 Lage | 18. Jahrhundert            | barockes Fachwerkhaus, verputzt, 18. Jahrhundert                           | Fotos hochladen                |
| Hofanlage           | Schulstraße 9b Lage     | 1869                       | spätklassizistisches Einfirsthaus, Bruchstein, bezeichnet 1869             | Fotos hochladen                |